# 中華民國政治作戰

中華民國政戰徽

中華民國的政治作戰（政戰）以國防部政治作戰局為國軍政治作戰最高指導單位，負責中華民國國軍政治作戰工作之策劃與督導。政戰工作對外以「文宣」、「服務」及對敵「心理作戰」為重點；對內則以強化「心理輔導」、「心戰訓練」、「軍事新聞處理」及「蓄養國軍精神戰力」等為要項，以達成「鞏固自己、戰勝敵人」的目標。
國軍的政治作戰制度，在1924年（民國十三年）中國國民黨的黃埔建軍以來即存在。所謂黄埔官校之濫觴，乃為國父孫中山有感當時中國各地軍閥分據，需要教育養成一支革命軍隊；時值蘇聯共產黨與國民黨結盟，故建軍時，孫中山命蔣中正師仿蘇聯的「政工體系」，於軍中設置黨代表，加了一層直通黨政的監督體系，蔣經國宣布解嚴之後，政戰的國民黨色彩淡化。李登輝推動臺灣民主化以後，軍隊隨之轉型，政戰人員已完全去除黨代表的角色。

## 政戰兵科
政戰制度的具體實踐表現在軍隊裡的政戰兵科，是一個跨軍種的兵科，在陸軍、海軍、空軍、憲兵、海軍陸戰隊、後備部隊等軍種都可看到政戰人員的身影。政戰人員從屬於部隊裡的一部份，受該部隊主官指揮。無論平時或戰時，部隊裡的主官或主管依序為：主官、副主官、政戰主管，依次代理。
政戰人員對外從事文宣、心理作戰、民事服務工作，對內則從事文宣、服務、心理輔導、保防、監察等業務。由於政戰人員也肩負著對軍官的考核責任，角色特殊；因此雖然政戰人員與其他人同為軍隊裡的成員，但在軍隊裡卻有所謂政戰幹部與軍事幹部的區別，兩者各有職司、相互合作。
解嚴前，政戰人員除了前項工作之外，因當時國民黨一黨專政導致黨政不分，也曾作為國民黨在軍中「黨代表」的角色；不少軍隊成員都會被軍中政戰主管要求加入國民黨。1987年台灣解嚴後，政戰人員的國民黨色彩慢慢淡化。在李登輝執政時期，政戰人員已完全轉型，去除黨代表的角色，專責部隊文宣、服務、心理輔導、申訴、監察及保防工作。
- 軍服辨別：
  - 陸軍（含航空特戰（傘兵））、憲兵：士官（下士）到軍官校官（上校）在階級章、領章均配掛政戰兵科（一槍一筆、海錨、梅花、翅膀）以此辨別。將官因不分科以軍種識別領章為主（陸軍及憲兵為梅花）。
  - 海軍體系：士官（下士）到軍官（含將官）領章或袖章均配掛政戰兵科以此辨別。海軍將官仍有分科。
    - 海軍陸戰隊體系：士官（下士）到軍官校官（上校）以軍種識別領章為主（海軍陸戰隊為海軍陸戰隊徽）（海陸體系無法從軍服辨別，均統一徽章）。

  - 空軍體系：士官（下士）到軍官校官（上校）以軍種識別領章為主（空軍為翅膀及螺旋槳）（空軍體系無法從軍服辨別，均統一徽章）。

## 政戰工作
政戰工作可概分為「組訓」、「輔教」、「監察」、「保防」、「服務」五大部分，依政戰單位組織，簡稱為政一至政五。（高司政戰單位，尚有新聞、心戰、眷服、福利等編組。基層政戰工作仍以五大工作概括後四處一會之業務。）
- 政戰綜合（政一）：平時進行人員組織管制；戰時對敵進行俘虜編管。營級以上單位設有政戰官。
- 文宣政教（政二）：平時加強官兵精神教育；戰時對敵進行心戰工作。旅級以上單位設有文宣官。
- 軍紀監察（政三）：平時考核官兵言行；戰時維護官兵軍紀。旅級以上單位設有監察官。
- 保防安全（政四）：保密防諜之教育及實施。旅級以上單位設有保防官。
- 福利服務（政五）：有關軍士兵生老病死之扶恤慰問，單位內文康福利服務工作，以及眷屬之照顧、民事服務。旅級以上單位設有福利官。

## 基層政戰人員
黄埔軍校建軍時沿用蘇聯紅軍之政治委員編制，在各連以上單位設國民黨「黨代表」。北伐後，黨軍改稱「國民革命軍」，連、營之黨代表改為「政工指導員」，簡稱「指導員」。1949年國民黨經歷了第二次國共內戰三大戰役，退守臺灣後，蔣中正指示其子蔣經國成立反共救國團（類似三青團的組織，解嚴後轉型為團康團體），甚至在軍中成立「黃復興黨部（軍中黨部）」，指揮部隊的政治工作軍官，嚴厲操控部隊。1969年，改稱「政治工作」為「政戰工作」，並改稱基層政戰人員為「政戰輔導長」，簡稱「輔導長」。
常備役政戰官皆需先至臺北市北投區復興崗國防大學政治作戰學院接受養成教育，畢業後授少尉軍階及學士學位，多數先至基層連隊接受軍事系統歴練（多擔任政戰排長，少數留校擔任區隊長，爾後接任連輔導長）。基層歷練完畢後，升任各級部隊政戰官、心輔官、保防官或政戰主管（營輔導長、群處長及旅、軍團、司令部之政戰主任）。
而義務役及志願役預備軍官經過國防部政治作戰教育訓練中心預備軍官訓練班受訓後，授少尉軍階，並至各部隊擔任連輔導長、政戰官、心輔官、監察官、保防官等。
早年各連隊編制有少尉「政工幹事」，輔佐中尉連輔導長。「政工幹事」一職，1970年後，因進行國軍精簡，改為一百人以上連隊才編列上士「政戰士」，協助連輔導長處理業務，爾後降編為中士。1995年起，再降編為下士，僅分發至營級單位處理業務。基層連隊僅由連輔導長負責政戰工作。

## 莒光日
依現行制度，每週四下午為軍隊的“莒光日”，所有軍隊成員在這一天要接受愛國教育，主要透過收看軍方製作的中華電視公司莒光日教學節目《莒光園地》來達成（節目於週五下午及週六、週日上午各重播一次）。各單位因執行任務而無法按時收看首播者（例如海軍艦艇出海執勤），則自行擇日收看重播或完整錄影。

## 軍旅手札
軍旅手札，舊稱大兵手記、莒光作文簿，即中華民國國軍軍人用以抒發心情或陳情問題的作文簿；各部隊有不同習稱，如大兵日誌、大兵日記、大兵週記、莒光日記、莒光日誌等。後方附錄頁須貼上生活照，各單位要求不等，大致為二到五張。
軍旅手札每一篇可分甲、乙兩部份，甲為學習心得（或者軍事刊物讀後感、莒光園地節目心得等），乙為生活感想，可反應對軍旅生活的問題。
依規定，軍旅手札每星期寫一篇交由連級部隊之輔導長或其他長官批改，通常由連隊主官、政戰主管、士官督導長等人實施批閱，一般在莒光日時收回，故稱「莒光作文簿」。
由於軍旅手札是掌握一般義務役役男心理狀態的最佳途徑，除了義務役軍官外，政戰人員會嚴格要求義務役士官、士兵必須每週繳交，通常會規定字數。營、旅級政戰人員則採抽查方式，檢驗各基層單位主官、主管是否依規定批閱軍旅手札，解決同仁弟兄在軍旅手札上反應之問題。

## 精神戰力週
自2005年起，每年國軍舉行例行年度漢光演習前夕的莒光日教學總複習，稱為「精神戰力週」，為期五天（2012年因清明節（4月4日）放假，只有四天；2013年則為三天；2014年改回五天）。《莒光園地》在此期間暫停播出，改播教學節目《國軍精神戰力週》。

## 爭議事件
1955年5月25日起，主張軍隊國家化的孫立人上將及其部屬300餘人受蔣經國在台重建的政工系統誣害為匪諜整肅的「孫立人兵變案」，成為臺灣白色恐怖時期的政治迫害事件；孫立人上將被軟禁33年，至1988年蔣經國逝後才獲釋；關鍵證人郭廷亮則於1991年離奇死亡。
2016年2月19日，政戰局擅權指揮憲兵隊違法調查、拘捕並扣押民眾所持過去50、60年代的戒嚴時期文獻，經媒體報導後國會與輿論譁然，引起臺灣白色恐怖再現的疑慮。後續報告懲處局長聞振國、保防安全處處長趙代川等十餘名軍官。

## 相關議題
蘭寧利中將曾表示政戰體系是造成國軍軍官比例較大的主因，但裁軍過程中似乎沒有考量這點，造成許多政策偏差：「國軍一向官士兵的配比是不合理的，官員太多，大家都說我們要裁.....我不知道他怎麼裁，他是三軍按比例來裁？可是國防部忘記了一件事情，就是，我剛剛講了，我們國家的官士兵配比不能參考先進國家，最大的理由是我們有政戰制度，政戰官科是沒有士兵只有軍官，政戰官科在精實案之前，軍官的員額佔全國軍官員額的17％，僅次於步兵屬第二位，現在比例仍然是遠超過其他的官科，因此官士兵配比怎麼可能合理，這是事實。」

## 外部連結
- （繁體中文） 國防部政治作戰局